# Manilkara valenzuelana
Manilkara valenzuelana е вид растение от семейство Sapotaceae. Видът е световно застрашен, със статут Уязвим.

## Разпространение
Разпространен е в Доминиканска република, Куба и Хаити.